# کلوان (کرج)
کلوان، روستایی واقع در دهستان آدران از توابع بخش آسارا شهرستان کرج در استان البرز ایران است.

## جمعیت
جمعیت این روستا براساس سرشماری مرکز آمار ایران در سال ۱۳۸۵، ۵۹۲ نفر (۱۵۶خانوار) بوده‌است.

## اهالی
اهالی این روستا اکثراً کشاورز و دامدار می‌باشند و از اقوام تات‌زبان هستند. تعداد ۵ مرغداری کوچک در کلوان فعالیت دارند؛ که گوشت مرغ همان منطقه را تأمین می‌کنند. تعداد ۲ استخر پرورش ماهی کوچک نیز جهت تأمین ماهی و توابع فعالیت دارند. در این روستا یک گذرگاه خیلی قدیمی سال ۹۱ بازسازی شد که مابین دو درخت تنو مند سرو قرار دارد.

## ویژگی‌های جغرافیایی
قله بلند کاهار در این روستا قرار دارد. این روستا دارای معدن سنگ باریت می‌باشد و جزء پرآب‌ترین روستاها منطقه است.